# Bracon compressitarsis
Bracon compressitarsis är en stekelart som beskrevs av Robert A.Wharton 1983. Bracon compressitarsis ingår i släktet Bracon och familjen bracksteklar. Inga underarter finns listade.